# Alipij (Cuško)
Alipij (světským jménem: Valerij Heorhijovyč Cuško; * 1. října 1974, Nadrične) je ukrajinský duchovní Ukrajinské pravoslavné církve Moskevského patriarchátu, biskup tarutynský a vikář oděské eparchie.

## Život
Narodil se 1. října 1974 ve vesnici Nadrične Oděské oblasti.
Po střední škole nastoupil na Tarutynské odborné technické učiliště. Roku 1995 byl přijat mezi bratry Pantelejmonovského monastýru v Oděse, kde byl 15. srpna postřižen na monacha se jménem Alipij na počest svatého Alipije Pečerského. 
Dne 29. srpna 1995 byl metropolitou oděským a izmajilským Agafangelem (Savvinem) rukopoložen na jerodiákona a 4. února 1996 na jeromonacha. Dne 29. prosince 2003 byl jmenován představeným monastýru svatého Mikuláše v Izmajilu a 21. března 2004 získal titul archimandrity.
Od roku 2006 studoval na Oděském duchovním semináři a později na Užhorodské bohoslovecké akademii.
Dne 28. prosince 2023 se stal blagočinným Tarutynského okruhu a představeným chrámu svatých Petra a Pavla v sídle Tarutyno.
Dne 10. dubna 2024 jej Svatý synod Ukrajinské pravoslavné církve zvolil biskupem tarutynským a vikářem oděské eparchie. Biskupská chirotonie proběhla 20. dubna v Kyjevskopečerské lávře. Hlavním světitelem byl metropolita kyjevský a celé Ukrajiny Onufrij (Berezovskyj).